# Хайнрих XI (Ройс-Шлайц)
Хайнрих XI фон Ройс-Шлайц (на немски: Heinrich XI Reuss zu Schleiz; * 12/22 април 1669, Шлайц; † 28 юли 1726, Шлайц) е граф на Ройс-Шлайц (1692 – 1726), господар на Дитерсдорф, Парен и Киршкау в Тюрингия.

## Произход и наследство
Той е син на граф Хайнрих I Ройс фон Шлайц (1639 – 1692), Кранихфелд, Гера, Шлайц, Лобенщайн (* 26 март 1639; † 18 март 1692) и първата му съпруга графиня Естер фон Хардег-Глац-Мархланде (* 6 декември 1634; † 21 септември 1676), дъщеря на граф Юлиус III фон Хардег-Глац-Мархланде (* 21 март 1594; † 27 април 1684) и Йохана Сузанна фон Хардег-Глац († 1639). Внук е на [[Хайнрих III Ройс-Шлайц|Хайнрих III Ройс-Шлайц]] (1603 – 1640) и вилдграфиня Юлиана Елизабет фон Залм-Нойфилер (1602 – 1653).
След смъртта на баща му на 18 март 1692 г. той поема управлението. На 29 октомври 1711 г. е най-старият от целия род, купува Дитерсдорф, Парен и Киршкау в Тюрингия.
Хайнрих XI Ройс-Шлайц умира на 28 юли 1726 г. на 57 години в Шлайц и е погребан в църквата Бергкирхе в Шлайц.

## Фамилия
Първи брак: на 1 септември 1692 г. в Гайлсдорф юбер Плауен с графиня Йохана Доротея фон Татенбах (* 13 март 1675; † 26 октомври 1714), дъщеря на граф Зигизмунд Рихард фон Татенбах-Гайлсдорф (1621 – 1693) и фрайин Сузанна Елеонора фон Прьозинг цум Щайн (1631 – 1692). Те имат един син:
- Хайнрих I Ройс-Шлайц (* 10 март 1695; † 6 декември 1744), граф на Ройс-Шлайц (1726 – 1744), женен на 7 март 1721 г. за графиня Юлиана Доротея фон Льовенщайн-Вертхайм-Вирнебург (* 8 юли 1694; † 15 февруари 1734)

Втори брак: на 8 май 1715 г. в Лангенбург с графиня Августа Доротея фон Хоенлое-Лангенбург (* 12 януари 1678; † 9 май 1740), дъщеря на граф Хайнрих Фридрих фон Хоенлое-Лангенбург († 1699) и графиня Юлиана Доротея фон Кастел-Ремлинген († 1706). Те имат две деца:
- Хайнрих XII (* 15 май 1716; † 25 юни 1784), граф на Ройс-Шлайц след брат му (1744 – 1784) и господар на Плауен, 1739 г. кралски датски капитан при гардата на пешеходната охрана, женен I. на 2 октомври 1742.г. в Шьонберг за графиня Кристина фон Ербах-Шьонберг (* 5 май 1721; † 26 ноември 1769), II. на 13 юли 1770 г. в дворец Филипсайх за графиня Кристина Фердинанда фон Изенбург-Бюдинген-Филипсайх (* 24 август 1740; † 7 декември 1822)
- Йохана Емилия Августа Ройс (* 24 юни 1722; † 28 юли 1729)